# Rebecka Fredriksson
Rebecka Fredriksson, född 1981, är en svensk journalist och författare.

## Biografi
Rebecka Fredriksson är journalistutbildad på JMG i Göteborg, och har senare gått en skrivarkurs på Linnéuniversitetet.
Hon debuterade 2014 med ungdomsboken Ska vi slå vad? Boken beskrivs som en bok för tonåringar om kristet vardagsliv, en genre som Fredriksson saknat.
Hennes andra bok Brev från Syster Lilly (2017) är en berättelse om missionären Lilly Gustafsson (1901–1969) som vigde sitt liv åt att verka som missionär och sjuksköterska i Sydafrika. Boken bygger på en brevsamling mellan Syster Lilly och hennes lillasyster i Sverige som Fredriksson fick tillgång till 2016.
Hennes bok Landsförvisade (2021) är en historisk roman som skildrar dramatiken som omgärdade den allra första baptistförsamlingen i Sverige. Boken kretsar kring  F O Nilsson som 1848 grundade Sveriges första baptistförsamling, med Nilssons hustru Sofia som berättarjag, och skildrar händelser fram till Nilssons landsflykt till USA 1853.  Boken beskrivs som kronologisk och välresearchad med god beskrivning av källor och arbetssätt, men är likväl spännande och behåller greppet om läsaren.
Boken Benådade (2022) är en fortsättning på Landsförvisade och berättar om Nilssons verksamhet i Amerika, om återkomsten till Sverige och om de sista åren i USA när han också ifrågasatte den baptistiska tro för vilken han kämpat och lidit så mycket.
Vinden blåser vart den vill (2025) är en roman, inspirerad av verkliga händelser, som utspelar sig på 1970-talet när Jesusrörelsen svepte över världen.